# Club dei supereroi
Il Club dei supereroi è un'associazione immaginaria che appare nei fumetti Disney, creata dagli autori brasiliani nel 1986. Si tratta di un supergruppo, ovvero un gruppo di supereroi, sulla falsariga di altre associazioni di eroi quali la JSA e la JLA dei fumetti DC Comics o i Vendicatori della Marvel Comics, del quale fanno parte la maggior parte delle versioni supereroistiche dei personaggi dell'universo Disney. Le storie del Club si svolgono a Paperopoli. Nei fumetti brasiliani, tuttavia, Paperopoli non è solamente la città dei personaggi legati a Paperino ma, anche di quelli legati a Topolino, che invece risiedono a Topolinia nelle storie italiane.

## Fondazione
Nella storia "O Clube dos Heróis", pubblicata per la prima volta in Brasile su Edição Extra n. 166 del 12 febbraio 1986 (e pubblicata in Italia per la prima volta su Topolino n. 1661 del settembre dell'anno seguente con il titolo "Basettoni a tu per tu con gli inarrivabili"), vengono poste le basi per la creazione di un'organizzazione che comprenda tutti i supereroi dei fumetti disneyani. In tale storia di esordio, scopo dell'associazione, fortemente voluta da Basettoni, è convincere i supereroi a far fronte comune nel difendere la città dalle terribili minacce che la insidiano, appianando le tradizionali rivalità che tenderebbero a dividere i personaggi (ad esempio le rivalità Paperinik-Paperinika, Paper Bat-Paperfly e Paper Bat-Bat Carioca).
Nella storia successiva, "A sede do clube dos heróis" (La sede del club dei supereroi), si svolgono le elezioni del presidente del Club, e viene eletto per questo ruolo Vespa Vermiglia, per il quale hanno votato quasi tutti: Vespa infatti non ha votato per sé, ma per Basettoni (che, anche se fosse stato eletto, si sarebbe rifiutato perché secondo lui il presidente doveva essere un vero supereroe), mentre si sospetta che Paper Bat abbia votato per se stesso. In Italia questo seguito è stato pubblicato prima della storia originale, nel n. 1658 di Topolino.

## Membri
I membri del Club sono i seguenti (tra parentesi sono indicate le loro vere identità):
- Vespa Vermiglia (essere umano dall'identità non rivelata), presidente
- Paperinik (Paperino), chiamato in alcune storie SuperPaperino.
- Paperinika (Paperina), chiamata in alcune storie SuperPaperina.
- Paper Bat (Paperoga)
- Farfalla Purpurea, detta anche Paperfly (Gloria)
- Superpippo (Pippo)
- Supergilberto (Gilberto)
- Bat Carioca, detto anche José Bat (José Carioca), supereroe arruolato in seguito, in quanto risiedente a Rio de Janeiro
- Commissario Basettoni, detto anche Supercommissario, sebbene non sia un vero supereroe; nella maggior parte delle prime storie arrivate in Italia, al personaggio erano stati aggiunti dei baffi e non veniva mai chiamato per nome, in modo da far credere ai lettori italiani che non si trattasse di Basettoni, essendo le storie ambientate a Paperopoli.

## Testata italiana
Panini Comics ha pubblicato in Italia a partire dal 15 luglio 2021 una testata omonima, intitolata "Il Club dei Supereroi", a cadenza bimestrale, nei mesi dispari, proponendo storie oltre che italiane, anche brasiliane, danesi, olandesi, finlandesi e francesi, alcune inedite in Italia, riguardanti i principali supereroi dell'Universo Disney, tra i quali, oltre ai classici Paperinik, Paperinika, Paperbat e Superpippo, anche l'inedito Darkwing Duck con nuove storie statunitensi realizzate nel 2010 dalla Boom. 
Il numero 5 del 15 Marzo 2022 propone la storia Paperino e il superdinamo di Carl Barks, il seguito Paperino - Il ritorno di Super Segugio di Don Rosa, e l'inedita Paperino in: Attenti al super papero!, remake in formato manga della storia di Barks da leggere aprendo l'albo dalla quarta di copertina.
Per commemorare i 50 anni di Paperinika, il n. 11 del 15 Marzo 2023 è stato quasi interamente dedicato a questa eroina di casa Disney. 
Con il n. 12 del 15 Maggio 2023, invece, è stato dato ampio spazio alla figura di Superpippo e sono state anche proposte storie più inconsuete, meno supereroistiche e più incentrate sul rapporto tra i fumetti e i supereroi nella società, con tutte le implicazioni che ne conseguono, dall’immedesimazione fino alla mania collezionistica o alla contraffazione. 
Con il n. 13 del 15 Luglio 2023, ultimo numero della pubblicazione, hanno trovato ancora spazio diverse ristampe di avventure di Super Pippo e di Paper Bat, oltre che la prima apparizione in assoluto del personaggio di Vespa Vermiglia.